# Valse akkerkers
De valse akkerkers (Rorippa ×armoracioides, synoniem: Rorippa armoracioides) is een vaste plant uit de kruisbloemenfamilie (Brassicaceae). Het is een soortkruising (hybride) van Rorippa austriaca met Rorippa sylvestris. De soort komt van nature voor in Europa. Valse akkerkers is morfologisch vrij variabel. Sommige populaties lijken meer op de Oostenrijkse kers, andere meer op de akkerkers.
De valse akkerkers wordt 30-70 cm hoog en vormt een kruipende wortelstok. De stengel is sterk vertakt en bezet met kleine eencellige haren. De lancetvormige of elliptische bladeren zijn gelobd met een grote eindslip en twee tot drie keer zo lang als breed. De bladeren zijn aan beide zijden behaard.
De valse akkerkers bloeit vanaf juni tot in september. De kelkbladeren zijn 2–3,5 mm lang. De helder gele kroonbladen zijn 3,5-4,5 mm lang. De bloemen hebben een 0,7-1,3 mm lange stijl.
De langwerpige hauwtjes zijn 2,5-4 mm lang en 1,5-1,8 mm breed en zitten op 2,5–8,0 mm lange, niet teruggeslagen stelen. De snavels zijn 0,3-0,7 mm lang. De zaden zijn roodachtig bruin.
De valse akkerkers komt voor in bermen op natte tot vochtige, omgewerkte grond.

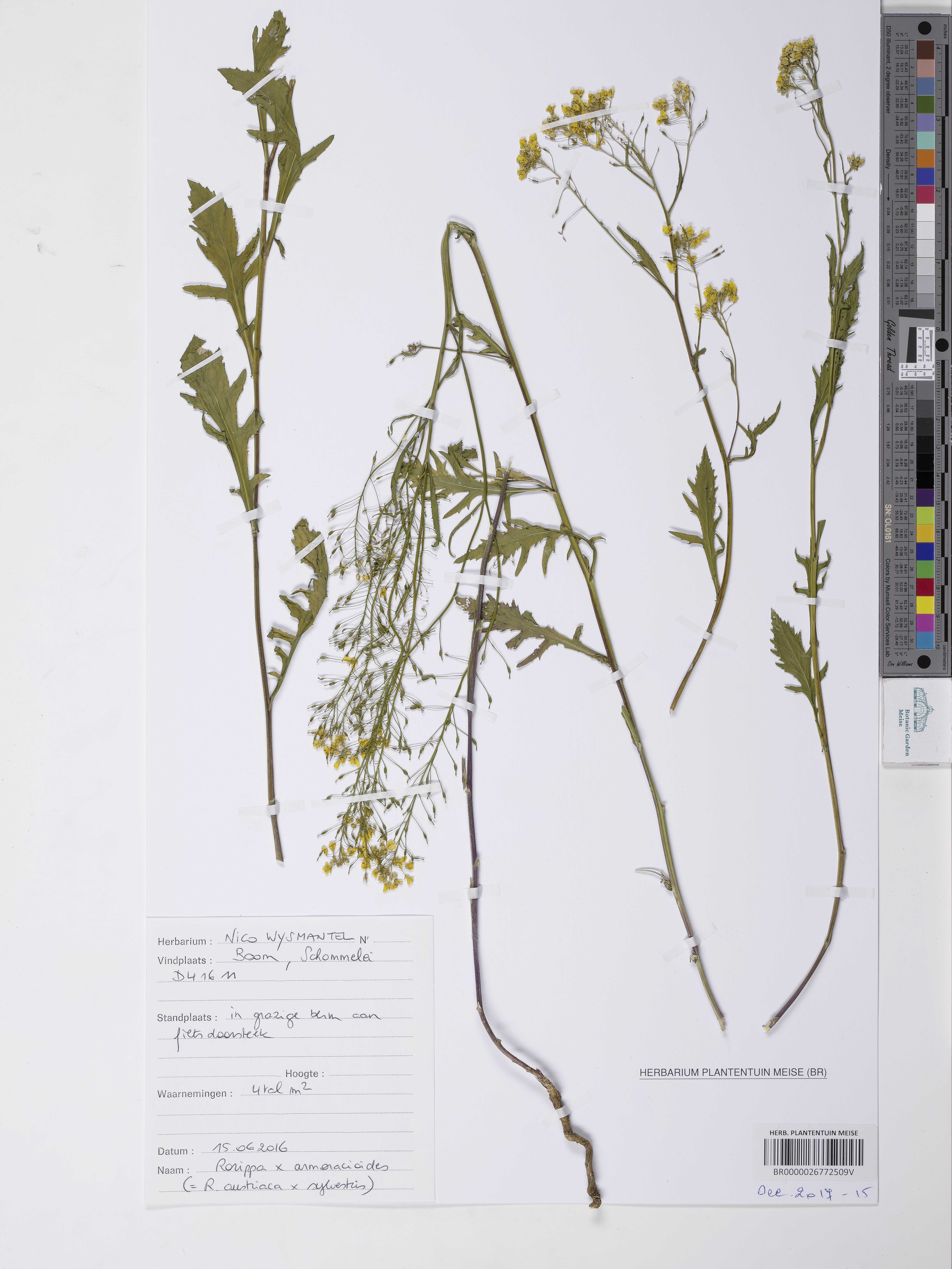
Herbariumexemplaar
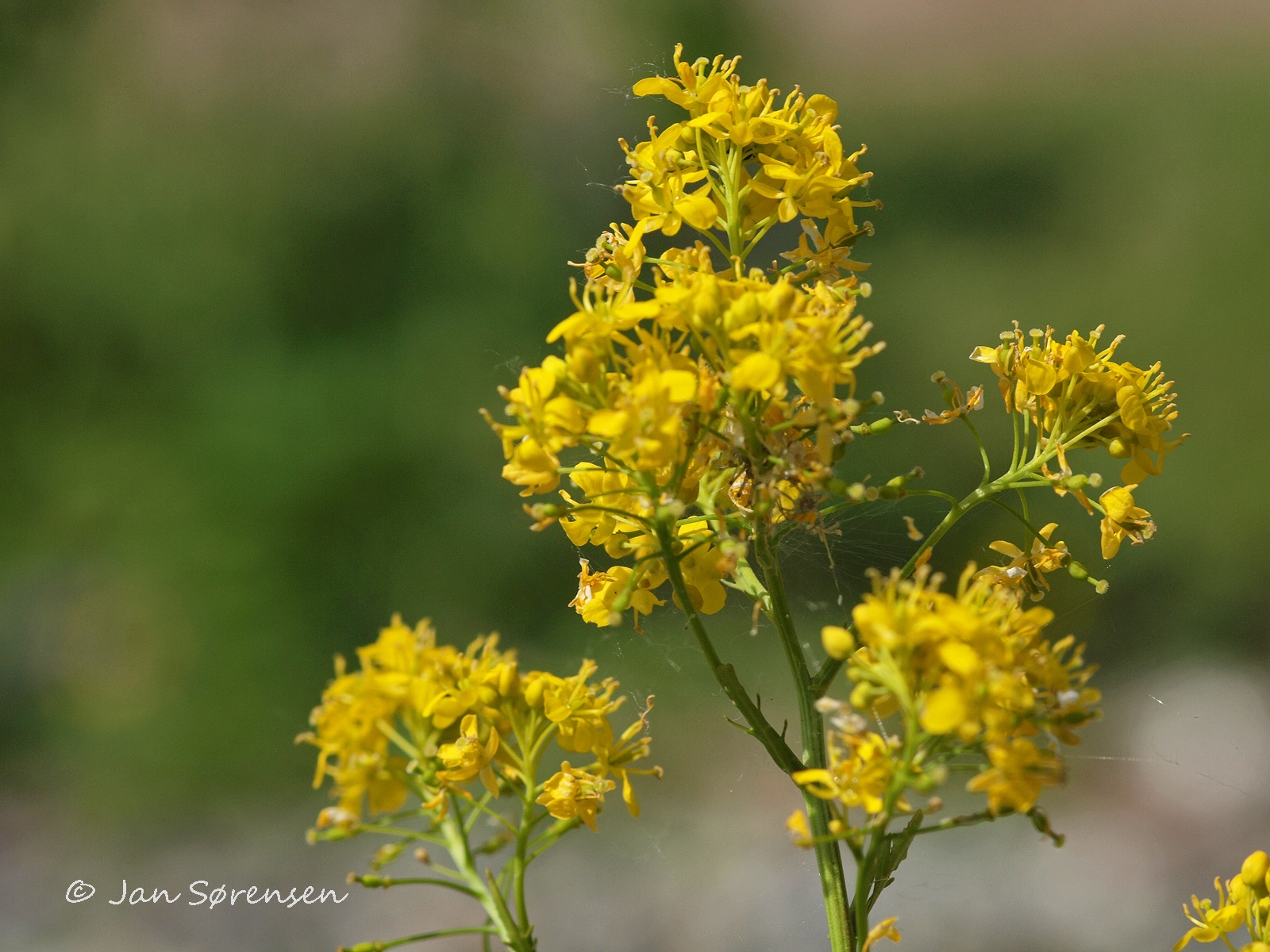
Bloeiwijze
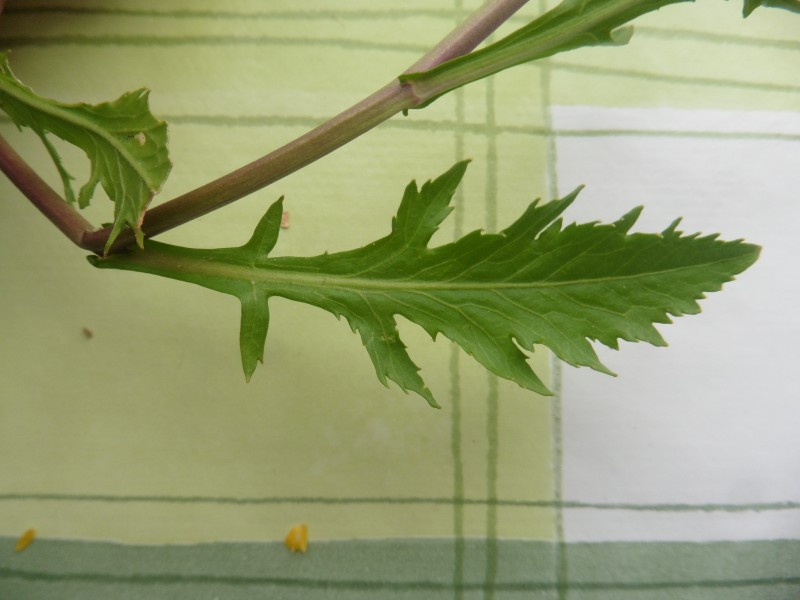
Blad